# Neil Cordice
Neil Anthony Cordice (sinh ngày 7 tháng 4 năm 1960) là một cựu cầu thủ bóng đá người Anh thi đấu ở Football League ở vị trí tiền đạo.